# Rad-Weltcup der Frauen 2006
Der Rad-Weltcup der Frauen 2006 war die 9. Austragung des Rad-Weltcups der Frauen, einer seit der Saison 1998 vom Weltradsportverband UCI ausgetragenen Serie der wichtigsten Eintagesrennen im Straßenradsport der Frauen.
Neun von elf Rennen aus dem Vorjahr wurden in den Rennkalender übernommen, drei weitere kamen hinzu, so dass die Serie aus insgesamt zwölf Rennen bestand – so viele wie nie zuvor.
Die Fahrerinnenwertung gewann zum zweiten Mal nach 2003 die Britin Nicole Cooke.

## Rennen
| Rennen                                       | Siegerin              | Team                  |
| -------------------------------------------- | --------------------- | --------------------- |
| Geelong Tour                                 | Ina-Yoko Teutenberg   | T-Mobile              |
| New Zealand World Cup                        | Sarah Ulmer           | New Zealand           |
| Flandern-Rundfahrt                           | Mirjam Melchers       | Buitenpoort-Flexpoint |
| La Flèche Wallonne                           | Nicole Cooke          | Univega Pro Cycling   |
| Berner Rundfahrt                             | Sulfija Sabirowa      | Bigla Cycling         |
| GP Castilla y Leon                           | Nicole Cooke          | Univega Pro Cycling   |
| Coupe du Monde Cycliste Féminine de Montréal | Judith Arndt          | T-Mobile              |
| Open de Suède Vårgårda                       | Susanne Ljungskog     | Buitenpoort-Flexpoint |
| The Ladies Golden Hour                       | Mannschaftszeitfahren | Univega Pro Cycling   |
| Grand Prix de Plouay                         | Nicole Brändli        | Bigla Cycling Team    |
| Lowland International Rotterdam Tour         | Ina-Yoko Teutenberg   | T-Mobile              |
| Rund um die Nürnberger Altstadt              | Regina Schleicher     | Equipe Nürnberger     |

## Endstand

### Fahrerinnen
|    | Fahrerin            | Team                       |
| -- | ------------------- | -------------------------- |
| 1  | Nicole Cooke        | Univega Pro Cycling        |
| 2  | Ina-Yoko Teutenberg | T-Mobile                   |
| 3  | Annette Beutler     | Buitenpoort-Flexpoint Team |
| 4  | Judith Arndt        | T-Mobile                   |
| 5  | Susanne Ljungskog   | Buitenpoort-Flexpoint Team |
| 6  | Oenone Wood         | Equipe Nürnberger          |
| 7  | Regina Schleicher   | Equipe Nürnberger          |
| 8  | Trixi Worrack       | Equipe Nürnberger          |
| 9  | Giorgia Bronzini    | A.S. Team F.R.W            |
| 10 | Sulfija Sabirowa    | Bigla Cycling Team         |

### Teams
|   | Team                       |
| - | -------------------------- |
| 1 | Univega Pro Cycling        |
| 2 | T-Mobile                   |
| 3 | Buitenpoort-Flexpoint Team |
| 4 | Equipe Nürnberger          |
| 5 | Bigla Cycling Team         |